# داستان سه عشق
داستان سه عشق (انگلیسی: The Story of Three Loves) یک فیلم در ژانر درام، رمانتیک، و فانتزی به کارگردانی وینسنت مینلی است که در سال ۱۹۵۳ منتشر شد.

## بازیگران
- پیر آنجلی
- اتل باریمور
- لزلی کارون
- کرک داگلاس
- فارلی گرنجر
- جیمز میسون
- اگنس مورهد
- ژاژا گابور
- ریچارد اندرسون
- پائولا ریموند
- ریکی نلسون
- الن کوربی
- جان لاپتون
- بس فلاور
- فرانک ویلکاکس
- پیتر بروکو
- استیون گری
- فرانکلین فارنوم
- کارن ورنه
- آرجنتینا برونتی